# Ceropegia sandersonii
Ceropegia sandersonii är en oleanderväxtart som beskrevs av Joseph Decaisne och William Jackson Hooker. Ceropegia sandersonii ingår i släktet Ceropegia och familjen oleanderväxter. Inga underarter finns listade i Catalogue of Life.